# Râul Băzăvan, Dâlga
Râul Băzăvan este un curs de apă, afluent al râul Dâlga. 